# Arenal, Jalisco
Arenal är en kommunhuvudort i Mexiko.   Den ligger i kommunen El Arenal och delstaten Jalisco, i den centrala delen av landet, 500 km väster om huvudstaden Mexico City. Arenal ligger 1 389 meter över havet och antalet invånare är 10 309.
Terrängen runt Arenal är kuperad åt nordväst, men åt sydost är den platt. Terrängen runt Arenal sluttar norrut. Runt Arenal är det tätbefolkat, med 276 invånare per kvadratkilometer. Närmaste större samhälle är Tala, 13,5 km söder om Arenal. I omgivningarna runt Arenal växer huvudsakligen savannskog.